# هانز فريتشه
هانز جورج فريتش (21 أبريل 1900 - 27 سبتمبر 1953) مسؤولًا كبيرًا من النازيين الألمان، حيث أنهى الحرب بصفته وزيرًا وزاريًا في الدعاية والإعلان (Reich Ministry of Enlightenment and Propaganda). كان حاضرا في قبو الفوهرر في برلين خلال الأيام الأخيرة من حياة أدولف هتلر. بعد وفاة هتلر، ذهب إلى الخطوط السوفيتية في برلين لتقديم استسلام المدينة للجيش الأحمر في 1 مايو 1945. تم أسره. توفي فريتش في عام 1953.

## مهنة
ولد فريتش في بوخوم (مدينة في منطقة الرور) وخدم في الجيش الألماني في عام 1917. بعد الحرب، درس لفترة وجيزة في عدد من الجامعات قبل أن يصبح صحفيًا في مطبعة هوغنبرغ، ثم شارك في وسائل الإعلام الجديدة للإذاعة، وعمل لحساب الحكومة الألمانية. في سبتمبر 1932، أصبح رئيس Drahtloser Dienst (خدمة الأخبار اللاسلكية). في 1 مايو 1933، انضم إلى الحزب النازي.

### المحكمة العسكرية
تم أسر فريتش من قبل جنود الجيش الأحمر السوفيتي. في البداية، احتُجز سجينًا في قبو ثم أُرسل إلى موسكو لاستجوابه في سجن لوبيانكا، حيث تم، حسب روايته الخاصة، انتزاع ثلاثة أسنان ذهبية من فمه عند وصوله. كان محصوراً في «تابوت واقٍ»، وهي خلية مساحتها 3 أقدام مربعة، حيث كان من المستحيل النوم، تعذى على نظام غذائي من الماء الساخن والخبز.
في وقت لاحق، أثناء محاكمته في نورمبرغ، كتب روايته عن السجن السوفيتي  التي نشرت في سويسرا. 
تم إرسال فريتشه إلى نورمبرغ، وحوكم أمام المحكمة العسكرية الدولية. ووجهت إليه تهمة التآمر لارتكاب جرائم ضد السلام وجرائم حرب وجرائم ضد الإنسانية. وفقًا للصحفي والمؤلف وليام ل. شيرير، لم يكن واضحًا للحضور سبب اتهامه. لاحظ شيرير أن "لا أحد في قاعة المحكمة، بما في ذلك فريتش، يبدو أنه يعرف سبب تواجده هناك. قال ألكساندر هاردي، المستشار المساعد للادعاء في محاكمات نورمبرغ، إن فريتش كان أكثر أهمية بكثير مما ظهر. بعد تبرئته، عمل فريتش مع الادعاء. يلاحظ هاردي هنا أن فريتشه أظهر معرفة رائعة بالتوجيهات الصحفية من الحكومة النازية، بما في ذلك معرفة الغزو المخطط لبولندا قبل أربعة أشهر من وقوعه، وعمل عن كثب مع أوتو ديتريش. وفقا لهاردي، كان هذا دليلا على أنه كان فعلا مذنبا بارتكاب جرائم. وكان واحدًا من ثلاثة متهمين بُرئوا من محكمة نورمبرغ (إلى جانب هيلمار شاخت وفرانز فون بابين).
وقد حوكم فيما بعد من قبل محكمة اجتثاث النازية في ألمانيا الغربية وحُكم عليه بالسجن لمدة تسع سنوات. أطلق سراحه في سبتمبر 1950 وتوفي بعد ثلاث سنوات من السرطان. توفيت زوجته هيلدغارد فريتشه (من مواليد سبرينغر) في نفس العام.

## روابط خارجية
- هانز فريتشه على موقع IMDb (الإنجليزية)
- هانز فريتشه على موقع الموسوعة البريطانية (الإنجليزية)
- هانز فريتشه على موقع مونزينجر (الألمانية)
- هانز فريتشه على موقع إن إن دي بي (الإنجليزية)